# Hönsrättika
Hönsrättika (Chorispora tenella) är en korsblommig växtart som först beskrevs av Pall., och fick sitt nu gällande namn av Dc. Enligt Catalogue of Life ingår Hönsrättika i släktet hönsrättikor och familjen korsblommiga växter, men enligt Dyntaxa är tillhörigheten istället släktet hönsrättikor och familjen korsblommiga växter. Arten förekommer tillfälligt i Sverige, men reproducerar sig inte. Inga underarter finns listade i Catalogue of Life.

## Bildgalleri

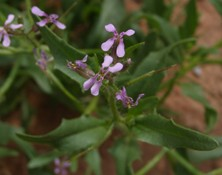
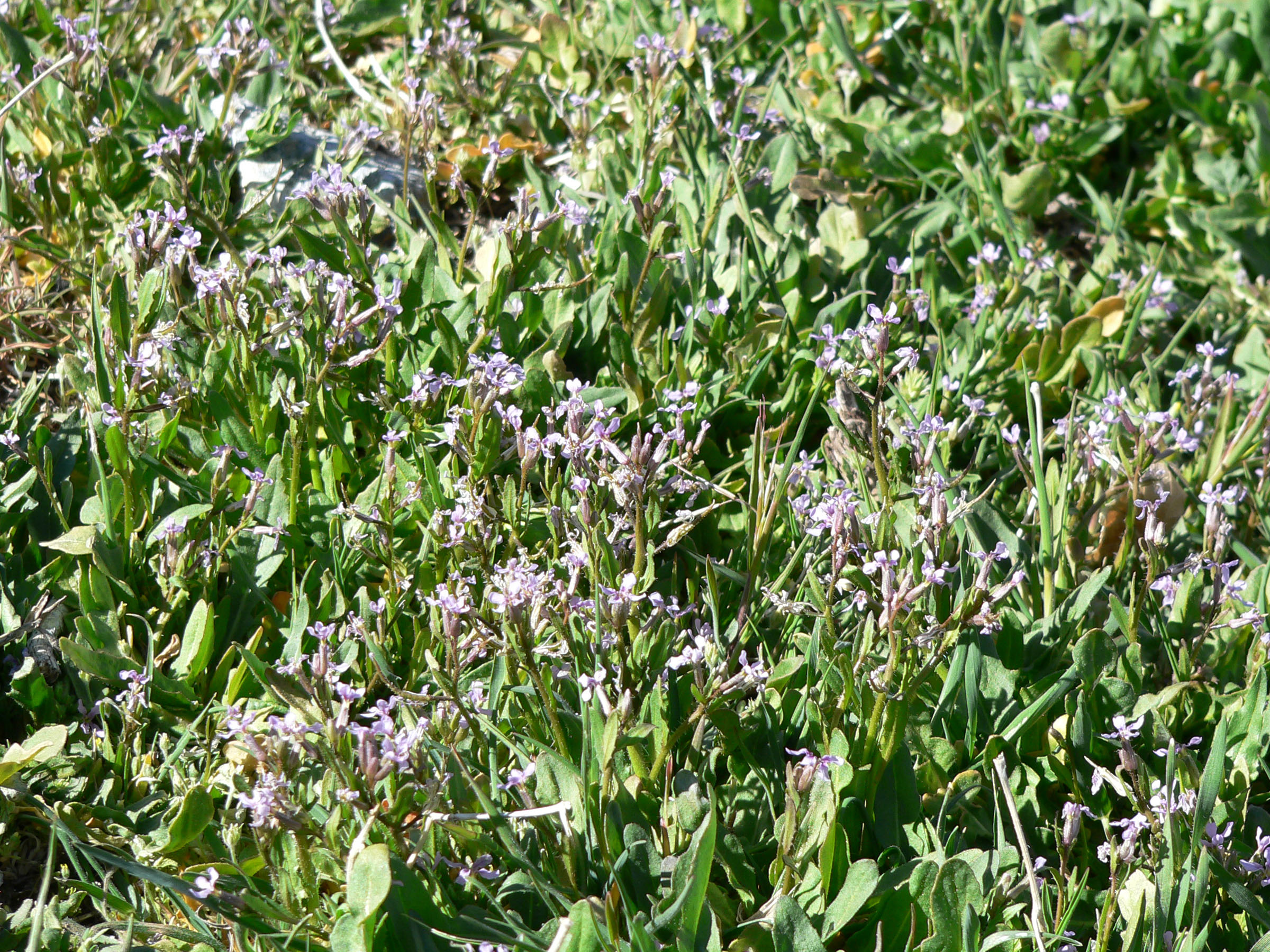
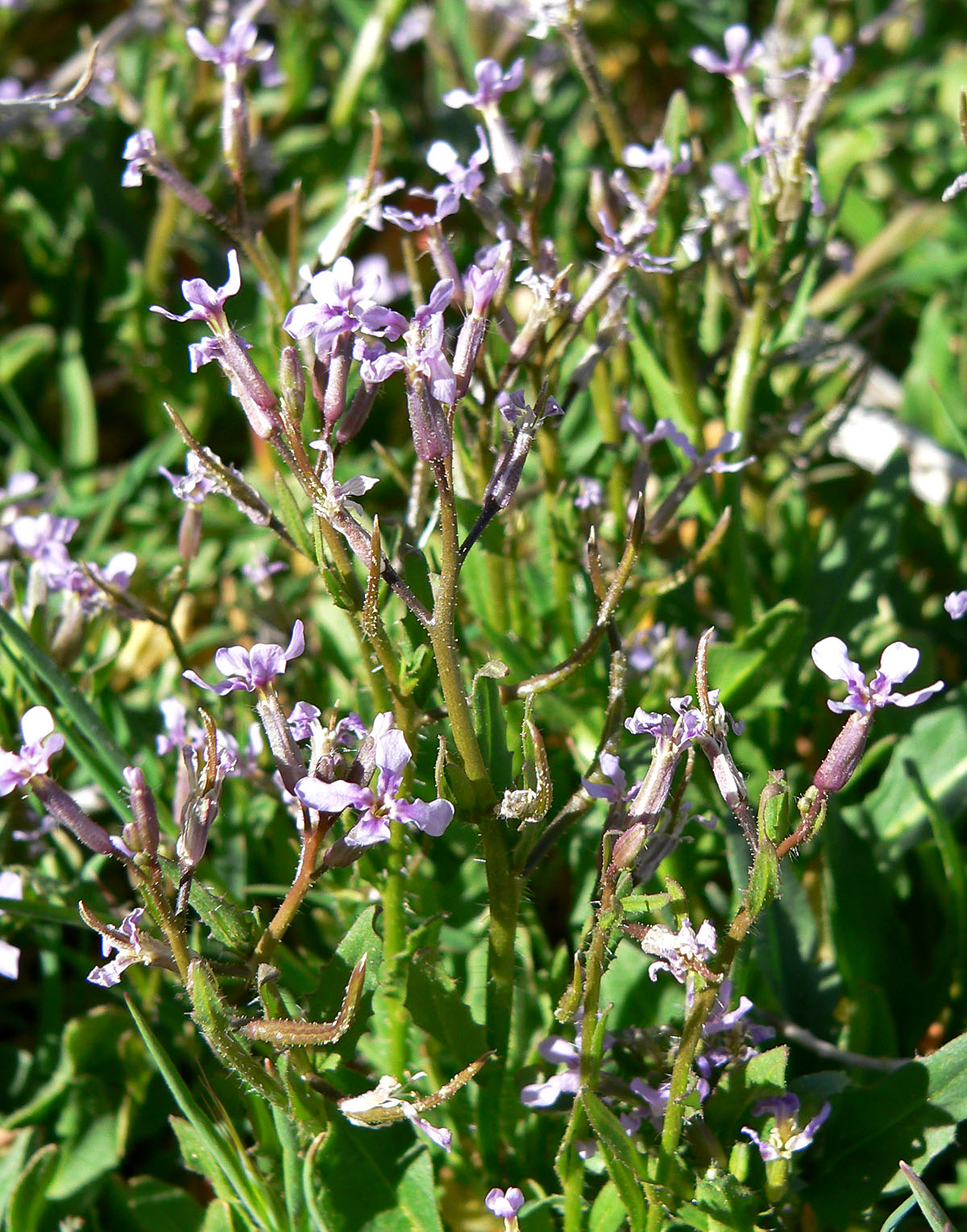
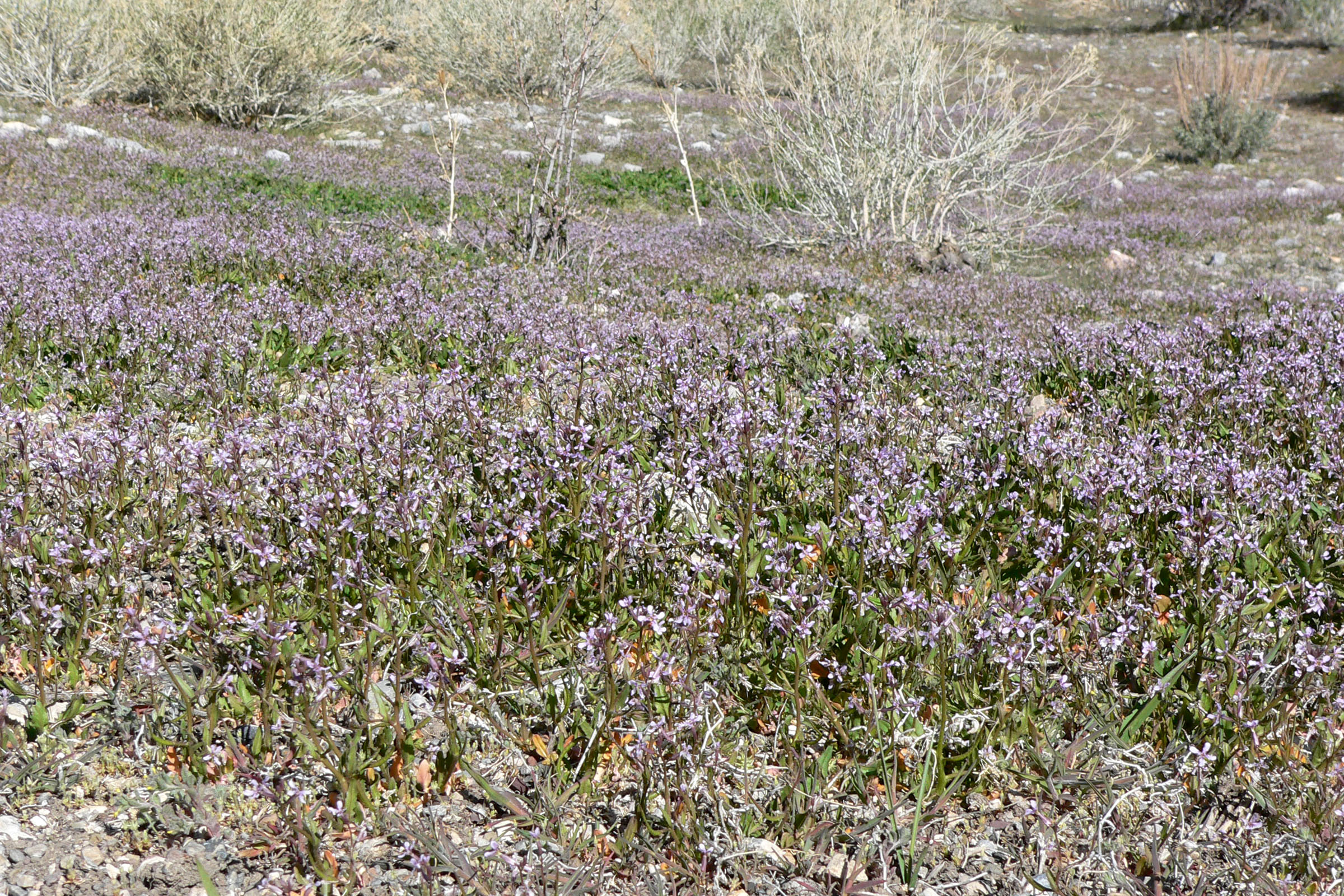
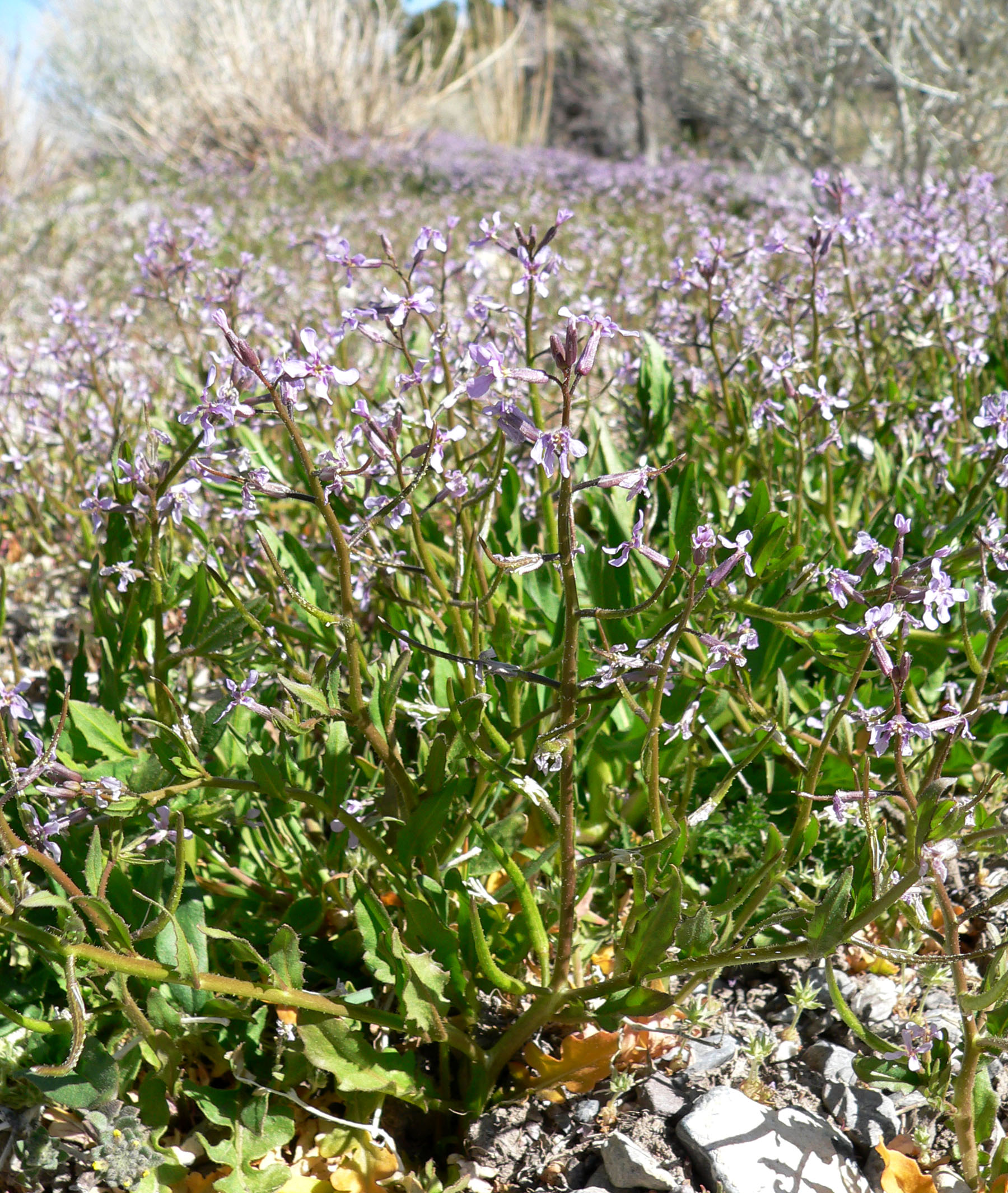
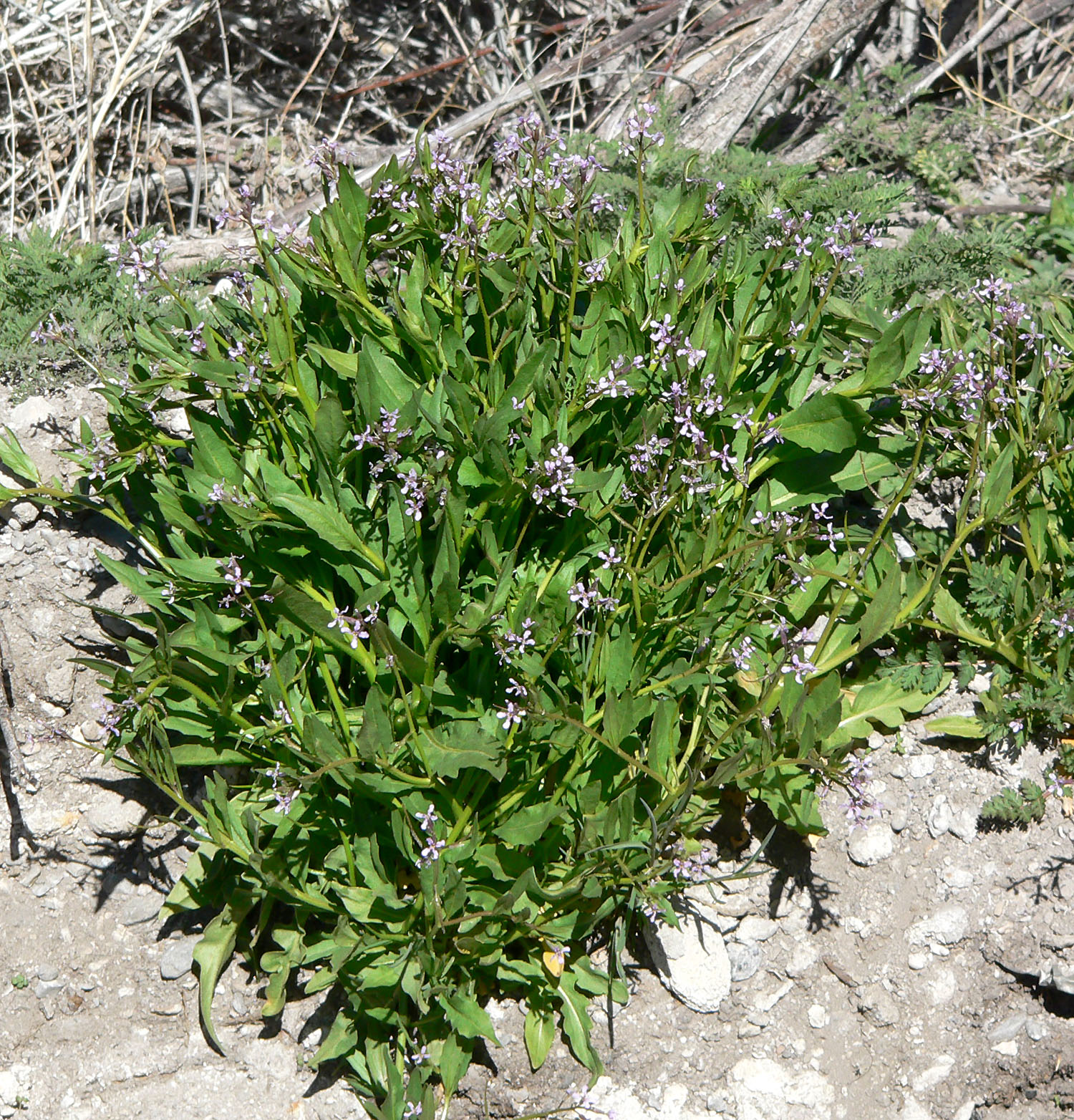